# Бобан Бабунски
Бобан Бабунски (5. март 1968, Скопље СФРЈ сада Македонија) је био фудбалски југословенски и македонски репрезентативац и тренер репрезентације Македоније. Играо је на позицији играча средине терена.
Афирмисао се у дресу скопског ФК Вардара (1985—1992). Наступао и за бугарски ЦСКА (1992—94), шпанску Љеиду (1994—97), јапанску екипу Гамба Осака (1997—98), грчки АЕК (1998—99), шпански Логроњес (1999—2000) и немачки Кемницер (2000—01). Каријеру завршио у скопском Работничком Кометалу (2001—02).
Иако је био стандардан члан омладинске селекције, на Светском првенству 1987. године у Чилеу, када је Југославија постала првак света, није путовао због спора с клубом. Одиграо је две утакмице за репрезентацију Југославије. Дебитовао је 4. септембра 1991. године у пријатељској утакмици против Шведске (3:4) у Стокхолму, а играо је и 30. октобра 1991. године у такође пријатељској утакмици против Бразила (1:3) у Варжињу.
Након осамостаљења Македоније, одиграо је 23 сусрета и постигао један гол за репрезентацију Македоније.
По престанку играчке каријере био је помоћник тренеру Слободану Сантрачу на клупи репрезентације Македоније 2005. године, док је 2006. године шест месеци самостално обављао дужност селектора.
Занимљиво је да му је прадеда био српски четнички војвода Јован Стојковић Бабунски. 